# 兵衛府
兵衛府，唐名為「武衛」，相當於中國古代的皇宮侍衛、親衛隊，為律令官的官署。分左右兩兵衛府，主官為左右兵衛督，與左右近衛府和左右衛門府並稱為「六衛府」。其職責為負責警備、護衛皇居的內裏內郭到內裏外郭的範圍，並且在天皇行幸和行啟之際擔任警備和雜務的部門，也分左右兩部，多任用弓馬嫻熟之士，而且是唯有官員子弟才有參與選拔的資格，豪族子弟頗多。最初大寶律令時期（701年）初次設置左右兵衛府時，兵衛府的兵力為左右兵衛府各400人，而後在平城天皇大同三年（808年）被削減到各300人，更在之後的宇多天皇寬平三年（891年）被削減至各200人的規模。

## 簡介
在禁止攜帶兵器的皇宮中（平安宮內裏的宣陽門、承明門、陰明門、玄輝門以外，建春門、建礼門、宜秋門、朔平門以內）的『中重地區』負責警衛。負責的範圍在近衛府兵的區域再向外一層，作為天皇的護衛在早晚都負責日本朝廷中樞的宮廷警備工作，擔任了天皇親衛隊的職位。同時因為都是世家官員後代，因此深受信任，也負責監督從平民選出的衛士，避免他們的叛亂和反抗，而在天皇行幸時也須隨同護衛，在晚間也負責京城的巡邏工作。
所謂兵衛，其前身就是日本天皇家族從天下的國造等地方豪強的子弟裡選出擅長弓馬武功的充當家族近侍和護衛，也就是天武天皇時期所設立的「舍人」這個職務的功能去強化並擴充，進而形成兵衛這個官職。在大寶律令以後，開始分設左右兵衛府，並且在養老律令中對於其內部官職名稱有進行改變。在淳仁天皇天平寶字二年（758年），右大臣藤原仲麻呂當政期間，將兵衛改名為「虎賁衛」，但這個改名在六年後藤原仲麻呂喪失權力後，旋即被改回原本兵衛的稱呼。隨後在國造和郡司等地方官逐漸沒落，以及新設立的近衛府奪去其侍衛主力等原因，規模也被逐漸縮小至只有原來的一半兵力（原本總兵力800人→後變成400人）。

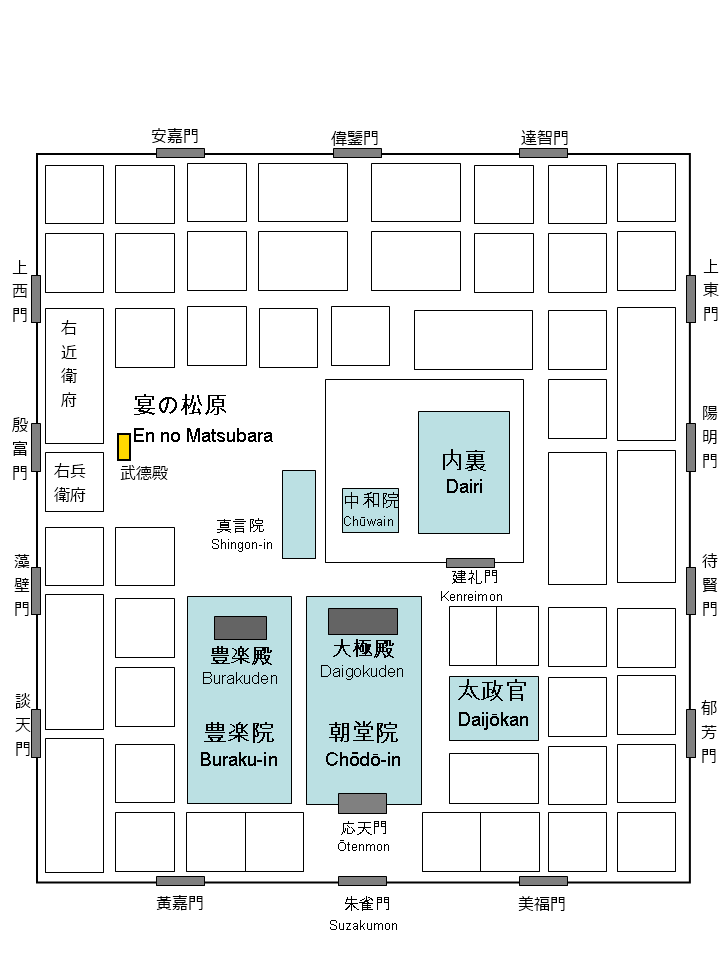
皇城大內裏平面圖

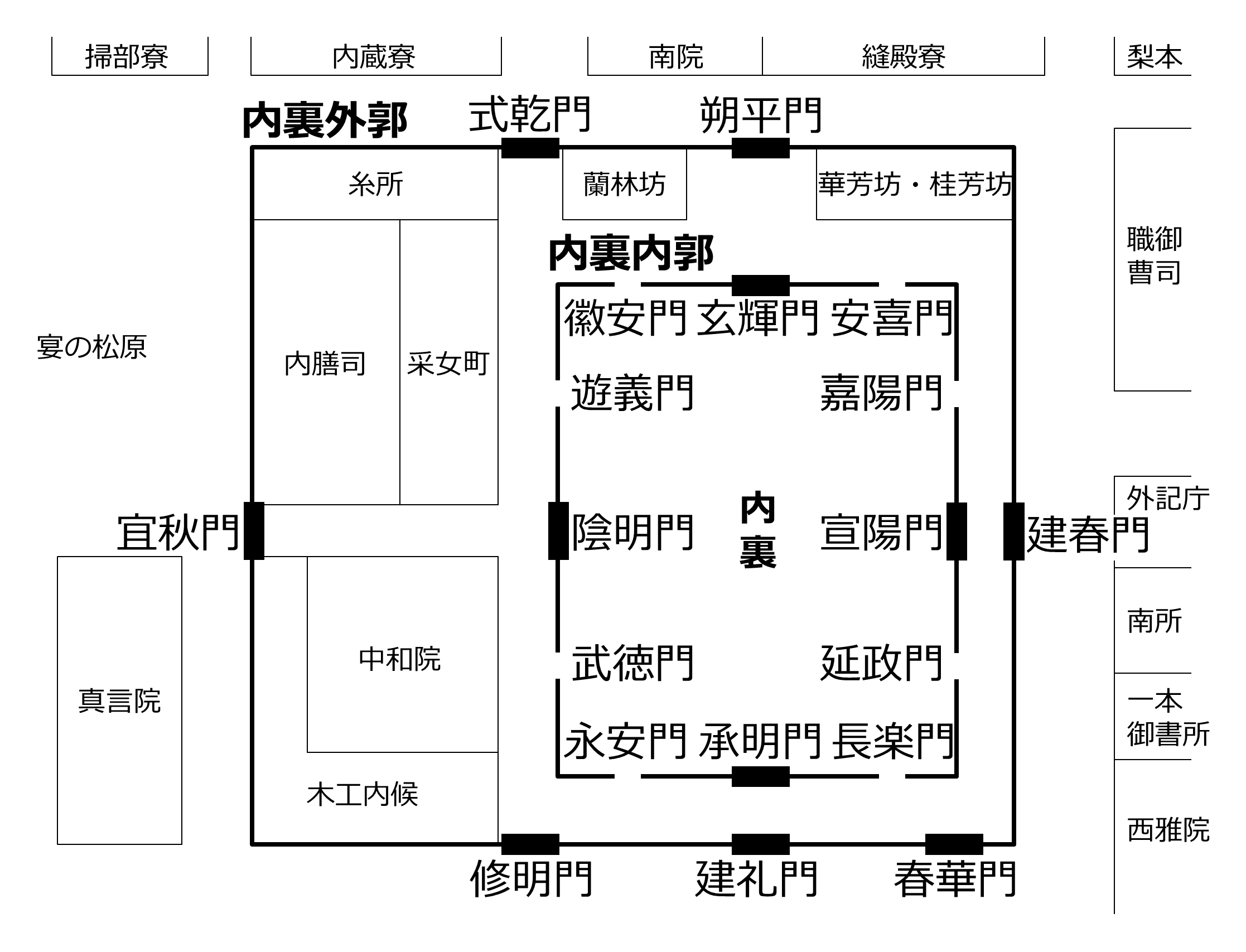
皇城內裏平面圖

最初的時候，兵衛的性質就是自古以來各地豪強（國造、郡司）讓其子弟為天皇家族侍奉的一部分。在律令制下，這些地方豪強的子弟作為兵衛和舍人來到平安京，以培養這些年輕的豪門子弟的文武官各方面的行政經驗。隨後這些受過菁英訓練的子弟們多半都會返回自己的家鄉去繼承國造和郡司等官。但也有一部分才華洋溢之輩留在了京城，成為中央的下級官人，活躍於京城的官場上。因此兵衛也被當作進入中央當官的上升途徑，並且可以結交很多各地豪族及京城子弟，因此後來兵衛的構成裡，畿內的勳貴子弟，如「位子」、「蔭子孫」等的比例有所增加。

## 構成人員

### 長官
『兵衛督』（從五位上→從四位下）
- 《職員令·六二·左兵衛府條》：「左兵衛府【右兵衛府准此。】；督一人。【掌。檢校兵衛分配閤門以時巡檢。車駕出入。分衛前後及左兵衛名帳。門籍事。】」[2]

為兵衛府四等官中的長官，並無設置任何「權官」，定員最初為左右各1名，稱為左兵衛督、右兵衛督。唐名稱之為「武衛大將軍」。
大寶律令時期（701年）初次設置左右兵衛府時，此時左右兵衛督的官位相當於「從五位上」，桓武天皇延曆十八年（799年）4月27日時將其升格為「從四位下」。
在過去該職位多由參議、中納言等公卿兼任（且位階多在二位、三位），且在之後兵衛督的定員慢慢增加成4人之多，並且慣例上這4人的名額裡必然會有1人是由檢非違使（掌京都司法刑法行政、監察百官等權力的天皇特使）兼任。而兵衛督一向的任命慣例，首先就是會由大弁、中弁、近衛中將等重要官員兼任。

### 次官
『兵衛佐』（正六位下→從五位上）
權官稱呼為「左兵衛權佐」、「右兵衛權佐」。
為兵衛府四等官中的次官，有設立「權官」，定員最初為左右各1名，稱為左兵衛督、右兵衛督。唐名稱之為「武衛將軍」。
大寶律令時期（701年）初次設置左右兵衛府時，此時左右兵衛督的官位相當於「正六位下」，桓武天皇延曆十八年（799年）4月27日時將其升格為「從五位上」。

### 判官
『兵衛大尉』（正七位上）
為兵衛府四等官中的判官，定員最初為左右各1名，稱為左兵衛大尉、右兵衛大尉。唐名稱之為「武衛校尉」。